# Ivar F. Andrésen
Ivar F. Andrésen född Ivar Fridtjof Andrésen 27 juli 1896 i Bærum, uppväxt på Grünerløkka i Kristiania (nuvarande Oslo), död 26 november 1940 i Stockholm, var en norsk operasångare (bas).

## Biografi
Andrésen studerade sång för Gilles Bratt i Stockholm och Halldis Ingebjart i Oslo samt för Siegfried Wagner i Bayreuth. Han scendebuterade som kungen i Aida på Stockholmsoperan 1919 och var verksam där till 1925. Därefter engagerades han vid flera av världens stora operascener som Dresden 1925–1937, Bayreuth 1927–1936, New York 1930–1932, Städtische Oper i Berlin 1931–1939. Han återkom till Stockholm 1939. 
Han var främst känd som Wagnersångare men gjorde även roller som Osimin i Mozarts Enleveringen ur seraljen och Bartolo i Figaros bröllop. Han fick tillnamnet "århundradets stämma" av sin samtid. Han var bror till barytonsångaren Henry Alf (Alf Henry Andresen).

## Diskografi
- Ivar Andresen. CD. Preiser 89028. 1990.
- Ivar Andrésen II. CD. Preiser 89125. 1996.
- The early recordings 1921-1926. CD. Preiser 89238. 2001.
- Wagner in Stockholm : recordings 1899-1970. Bluebell CD02-2698--2701. 2002. - Innehåll: 21. Hier sitz' ich zur Wacht ur Götterdämmerung = Ragnarök.